# Крутенково
Крутенково — упразднённая деревня в Смоленском районе Смоленской области России. Входила в Катынское сельское поселение. 

## География
Расположена в западной части области в 33 км к западу от Смоленска, в 3 км южнее автодороги М1 «Беларусь», на берегу реки Радовка. В 4 км северо-восточнее деревни расположена железнодорожная станция Велино на линии Москва—Минск.

## История
В годы Великой Отечественной войны деревня была оккупирована гитлеровскими войсками в июле 1941 года, освобождена в сентябре 1943 года.
По состоянию на 2007 год постоянного населения не имела. 
Упразднена постановлением Смоленской областной Думы от 29.03.2007 № 88 «Об упразднении территориальных единиц Смоленской области, расположенных на территории Катынского сельского поселения Смоленского района Смоленской области». 